# Michaela Klevisová
Michaela Klevisová (* 22. června 1976 Praha) je česká spisovatelka, novinářka, překladatelka a scenáristka. Za prvotinu Kroky vraha získala v roce 2008 Cenu Jiřího Marka pro nejlepší detektivní knihu roku, a podruhé ji obdržela roku 2012 za román Dům na samotě.

## Životopis
Vyrůstala v novinářském prostředí, její matka byla novinářka, psala do Hospodářských novin o umění a přispívala také do různých kulturních rubrik.
Na Fakultě sociálních věd Univerzity Karlovy vystudovala žurnalistiku, které se od roku 1997 profesně věnuje. Píše do časopisu Cosmopolitan, kde má na starosti rubriku knižních novinek. Dříve tvořila články o umění pro magazín Hospodářských novin IN a cestovatelské reportáže pro časopis Travel Digest. V roce 2008 spolupracovala na několika scénářích pro seriál Ulice.
Zapojila se také do projektu Praha Noir, který si v České republice objednalo newyorské nakladatelství Akashic Books. Publikovala zde povídku společně s dalšími 13 českými autory. Tento projekt autorce pomohl, stoupla její popularita, a zvedla se tak i poptávka po jejich knihách.
Její příběhy jsou inspirovány cestováním. Časté pobyty v Holandsku se odrazily v tvorbě, rovněž jako vztah ke kočkám a koním.

## Dílo
Kritici její dílo řadí k detektivkám anglického stylu, ve kterých je narušen řád do té doby fungující komunity a je třeba jej obnovit. Případ vyšetřuje policie, je zasazen do věrohodného a dobře popsaného současného českého prostředí a velký důraz se v něm klade na psychologické vykreslení postav a společenské pozadí příběhu.
Hlavním hrdinou jejích detektivních románů je Josef Bergman, starší kriminalista klidné povahy, který vše řeší s rozvahou. Nejdůležitější jsou pro autorku detailní popisy postav, jedná se o určité „utváření mozaiky z příběhů jednotlivých postav“, zločin v jejích příbězích tvoří jen jakousi kostru příběhu. Její postavy jsou autentické, živočišné, smířené s tím, že jsou, jací jsou.
Klevisová se inspiruje detektivkami P. D. Jamesové, kterou obdivuje.

### Detektivní romány
Série s Josefem Bergmanem
- Kroky vraha, Motto, 2007 – detektivní román o vraždách v luxusní staré pražské vilové čtvrti
- Zlodějka příběhů, Motto, 2009 – detektivní román ze zákulisí televizního seriálu[5]
- Dům na samotě, Motto, 2011 – detektivní román z prostředí koňských dostihů[2]
- Ostrov šedých mnichů, Motto, 2015 – příběh zasazený do prostředí ostrova Schiermonnikoog. Zemřela zde mladá žena a ani po 11 letech nebyl dopaden její vrah
- Zmizela v mlze, Motto, 2017 – příběh, který autorka zasadila do odlehlé vesnice u norského fjordu, kde došlo k několika záhadným vraždám
- Sněžný měsíc, Motto, 2019 – příběh odehrávající se v idylické krajině Beskyd, kam vstoupil byznys, který staré roubenky mění na hotely, což se neobejde bez několika vražd
- Drak spí, Motto, 2020 – příběh z jihočeské vesnice, v němž zločin ze současnosti souvisí s děním před čtrnácti lety
- Vraní oko, Motto, 2023 – příběh z Podyjí

Série s Terezou Fabiánovou
- Letní slunovrat, Motto, 2025 – detektivní román o vraždě během letního slunovratu v jihočeské vesnici, na místech opředených legendami. ISBN 978-80-26727-79-8

### Ostatní detektivní romány a příběhy
- Lepší život,  Paseka, 2016 – povídka ze souboru Praha noir
- Prokletý kraj, Motto, 2021 – román z vesničky v Pošumaví

### Příběhy o zvířatech a jejich majitelích
- Čekání na kocoura, Motto, 2012 – první nedetektivní kniha, 14 příběhů o mezilidských vztazích protkaných motivem lásky ke kočkám
- Kocour z Montmartru, Motto, 2013 – pokračování Čekání na kocoura
- Štěstí je zadarmo, Motto, 2016 – 11 příběhů o mezilidských vztazích, kde hlavní roli v příbězích o životních náhodách a prozřeních opět sehrávají vedle lidí také kočičí a psí hrdinové

### Adaptace
V roce 2022 měl premiéru televizní film Dům na samotě natočený podle stejnojmenné předlohy Českou televizí. Režíroval jej Viktor Polesný, hlavní dvojici vyšetřovatelů ztvárnili Luboš Veselý a Veronika Arichteva.

## Ocenění
Za prvotinu Kroky vraha v roce 2008 získala Cenu Jiřího Marka za nejlepší detektivní knihu roku a ve 32 letech se stala nejmladší držitelkou ocenění. Podruhé zvítězila v roce 2012 za třetí detektivní román Dům na samotě.